# The Broken
Pour plus de détails, voir Fiche technique et Distribution.
The Broken (The Brøken ; Réflexion trouble au Québec) est un film fantastique franco-britannique réalisé par Sean Ellis, sorti en 2008.

## Synopsis
Gina McVey est une jeune radiologiste vivant à Londres. Alors qu'elle participe, en compagnie de sa famille et de son petit ami, au dîner d'anniversaire surprise de son père, un miroir se décroche du mur sans raison apparente et se brise au sol.
La famille n'y pense bientôt plus, mais le lendemain, Gina aperçoit dans la rue une femme qui lui ressemble parfaitement, et conduit une voiture identique à la sienne. Curieuse, elle la suit et s'introduit dans l'appartement de cette dernière, où elle découvre une photo d'elle et de son père. Sérieusement secouée, Gina s'enfuit en voiture mais percute un autre véhicule, et la violence du choc lui fait oublier les circonstances de l'accident et les événements qui l'ont précédé.
À sa sortie de l'hôpital, elle s'installe chez son petit ami, mais elle observe une curieuse fuite au plafond de sa salle de bain, et trouve son comportement changé...

## Fiche technique
- Réalisation et scénario : Sean Ellis
- Musique : Guy Farley
- Costumes : Victoria Russell
- Photographie : Angus Hudson
- Montage : Scott Thomas
- Mixage : Fabien Devillers
- Décors : Morgan Kennedy
- Costumes : Victoria Russell
- Production : Lene Bausager
  - Production exécutive : Franck Chorot
- Sociétés de production : Gaumont , Left Turn Films
- Sociétés de distribution : Gaumont
- Budget : 4 000 000 £
- Pays d’origine :  France,  Royaume-Uni
- Langue originale : anglais
- Format : Couleur - 2,35:1 -  35 mm - son  Dolby Digital
- Genre : horreur
- Durée : 85 minutes
- Dates de sortie :
  -  France : 25 janvier 2008  Festival du film de Gérardmer
- Classification : interdiction aux moins de 16 ans à sa sortie en salles en Argentine, France, Allemagne, Pays-Bas, Portugal, Singapour

## Distribution
- Lena Headey : Gina McVey
- Richard Jenkins : John McVey
- Melvil Poupaud : Stefan Chambers
- Michelle Duncan (en) : Kate Coleman
- Asier Newman : Daniel McVey
- Daren Elliott Holmes : Simon
- Ulrich Thomsen : Dr Robert Zachman
- Natasha Alderslade : la secrétaire
- Stan Ellis : Stan, l'agent d'entretien